# Ladera Heights
Ladera Heights ist ein census-designated place (CDP) im Los Angeles County im US-Bundesstaat Kalifornien. Das U.S. Census Bureau hat bei der Volkszählung 2020 eine Einwohnerzahl von 6.654 ermittelt.

## Gebiet
Das Gebiet von Ladera Heights umfasst 2,94 Quadratmeilen.

## Bevölkerung
Ladera Heights war laut der Volkszählung von 2000 von 6.509 Personen bewohnt. Zu 71 % waren die Bewohner Afroamerikaner, 19,1 % Weiße, und jeweils 3,3 % asiatischstämmig und Latinos. Lediglich 6,7 % der Einwohner wurden außerhalb der Vereinigten Staaten geboren. Zusammen mit den nahen View Park-Windsor Hills und Baldwin Hills gilt Ladera Heights als größte Konzentration schwarzen Wohlstandes an der US-Westküste.
Das Durchschnittsalter in Ladera Heights betrug 43 Jahre.
Das Durchschnittseinkommen pro Haushalt betrug $ 117.925,00. 53 % der Einwohner, die älter als 25 waren, hatten einen Hochschulabschluss nach mindestens vierjährigem Studium. Nur 23,2 % der Wohneinheiten in dem Gebiet wurden gemietet, 76,8 % wurden von den Eigentümern bewohnt.